# Interplay Entertainment
Interplay Entertainment Corp. je ameriško podjetje s sedežem v Los Angelesu, Kalifornija, ki se ukvarja z razvijanjem in založništvom videoiger. Kot Interplay Productions so ga v začetku leta 1982 ustanovili razvijalci Brian Fargo, Troy Worrell, Jay Patel in Bill Heineman.
Sprva je bil to neodvisen razvijalski studio, ki je izdajal igre prek založnika Electronic Arts (med znanimi igrami iz tega časa je denimo The Bard's Tale), kasneje pa je pričel sam izdajati lastne naslove. V poznih 1980. in 1990. letih je Interplay postal eden najvidnejših studiev na svetu, ki se je proslavil z uspešnimi serijami iger igranja vlog, kot so Baldur's Gate, Icewind Dale in Fallout, pa tudi z za tisti čas revolucionarno strelsko igro Descent ter drugimi igrami. Poleg tega je podjetje izdajalo igre drugih razvijalcev, na primer BioWare in Blizzard.
Konec 20. stoletja je podjetje zašlo v finančne težave, nakar je večinski delež v njem prevzel založnik Titus Interactive. Kljub odprodaji pravic intelektualne lastnine za nekaj glavnih franšiz so se težave nadaljevale, med drugim zaradi serije tožb, tako da je podjetje zapustil še zadnji od ustanoviteljev, Brian Fargo. Leta 2005 je bankrotiralo še matično podjetje Titus Interactive. Interplay je sicer preživel, a je zdaj zgolj majhno založniško podjetje z okrog deset zaposlenimi in brez aktivnega programa razvoja, tako da se zanaša na spletno prodajo starih naslovov nostalgikom. Leta 2016 so predstavniki podjetja oznanili, da prodajajo celoten preostali portfelj intelektualne lastnine.